# عاتق عبار
عاتق حسين عبار سياسي يمني هو وزير الكهرباء والطاقة في حكومة الإنقاذ الوطني برئاسة عبد العزيز بن حبتور التابعة للمجلس السياسي الأعلى في سلطة صنعاء منذ 10 نوفمبر 2018.